# Parafia św. Achacjusza w Skołatowie
Parafia pw. św. Achacjusza w Skołatowie – parafia rzymskokatolicka należąca do dekanatu płońskiego południowego, diecezji płockiej, metropolii warszawskiej. Poprzednio należała do dekanatu płońskiego, diecezji płockiej, metropolii warszawskiej.
Została erygowana w XII wieku.

## Galeria

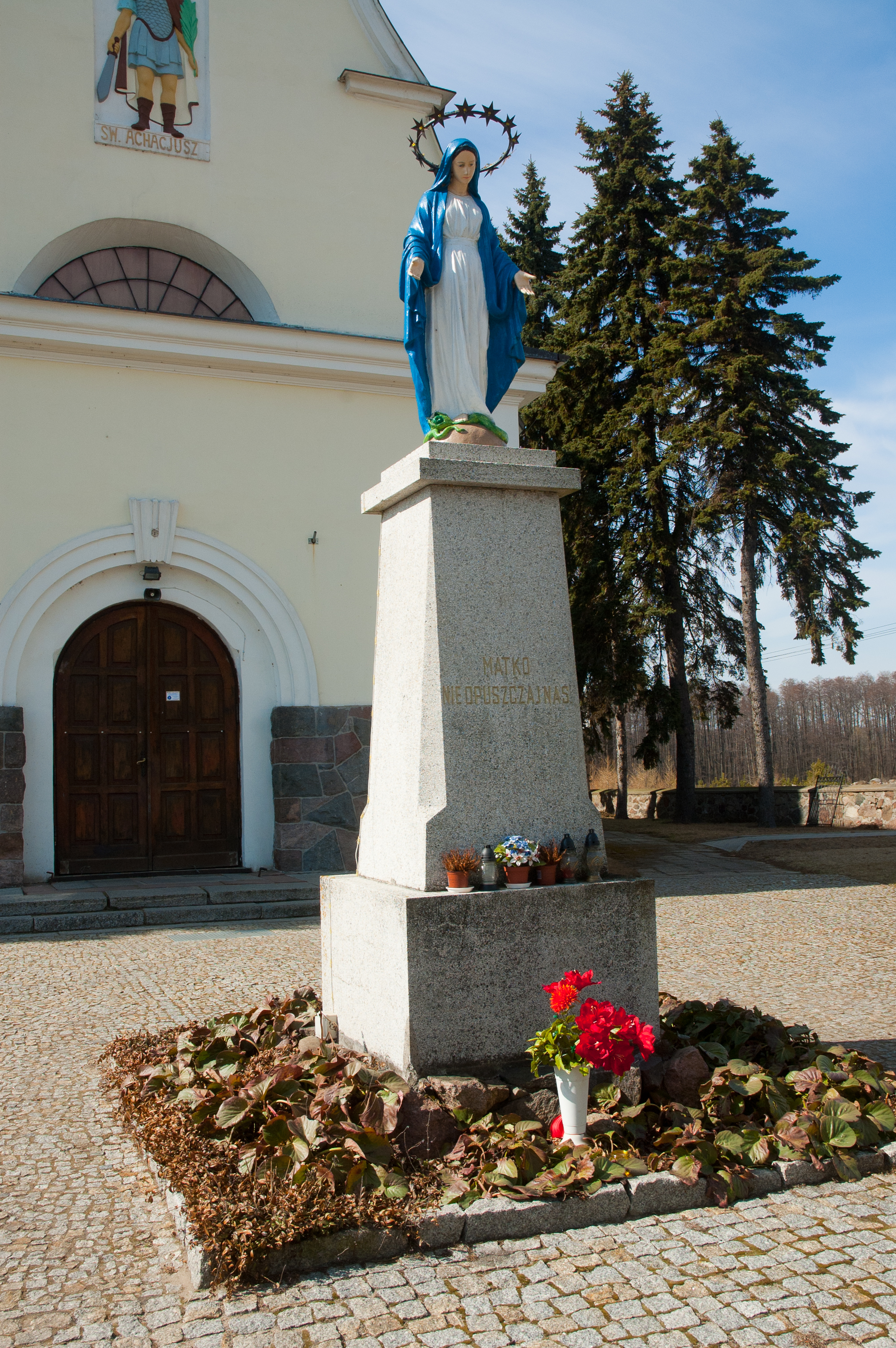
Figurka Matki Boskiej Niepokalanej
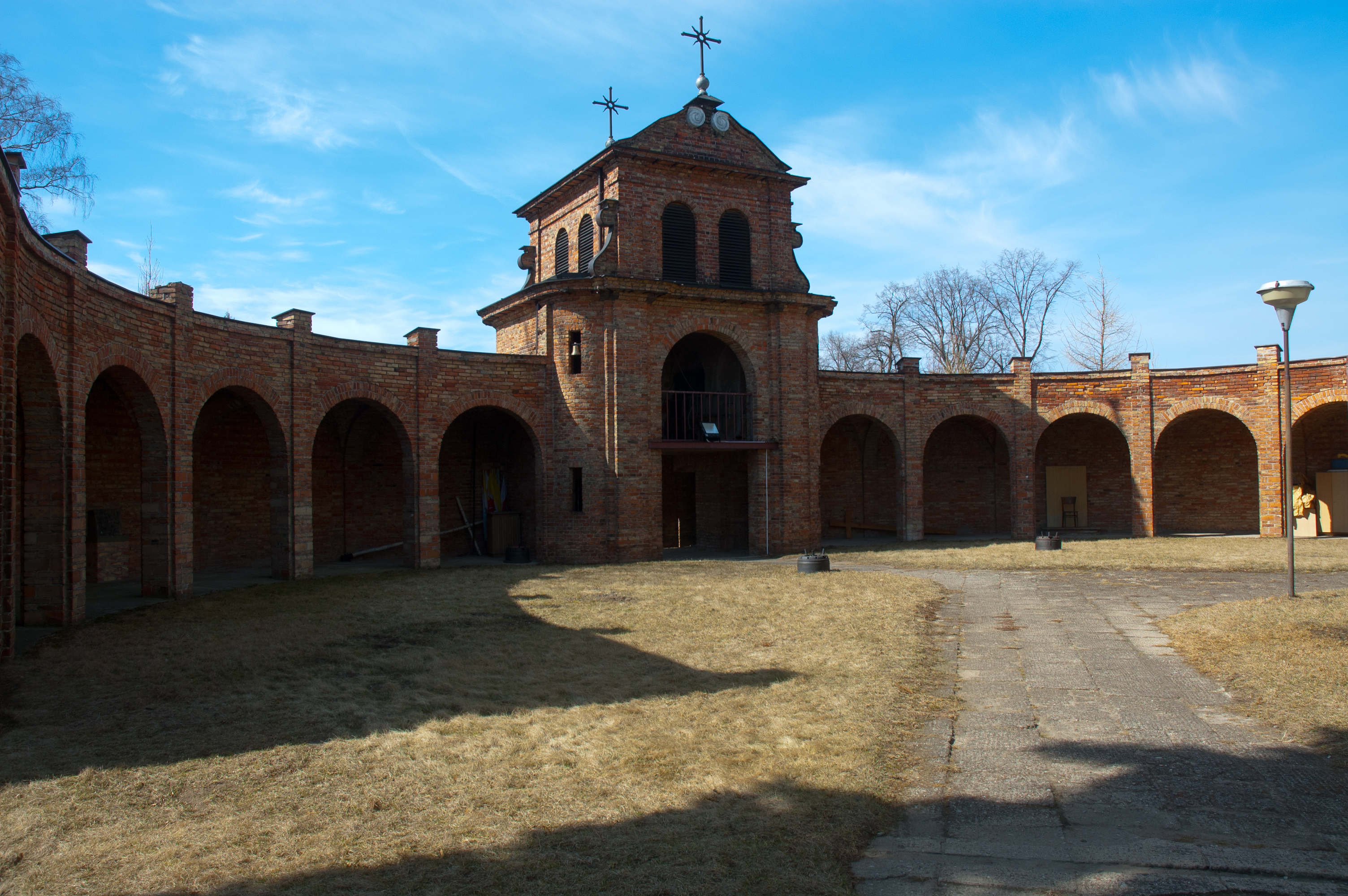
Krużganki i dzwonnica na 3 dzwony: Wielki Stanisław – 750 kg, Mały Stanisław – ok. 400-500 kg, Maryja – 350 kg.